# Парівара
Парівара («Додаток») — третя і остання книга палійської версії Віная-пітаки. Вона включає в себе численні дослідження і зведення різних правил, викладених у перших двох книгах Віная-пітаки, Сутта-вібханзі та Кхандхаці, в основному в дидактичних цілях. Так як книга включає також довгий список наставників Цейлону, то навіть ортодоксальні послідовники школи тгеравада визнають пізніше походження Парівари, принаймні в її сучасній формі.
Час і місце створення Парівари невідомі. У той же час деякі вчені, наприклад, Ріс-Девідс, припускають її цейлонське походження. Доказом того, що принаймні деякі частини книги були додані на Цейлоні, є довгий список наставників, які були відповідальні за викладання Вінаї на Джамбудвіпі, потім на Тамбапанні (Цейлон) і кінчаючи Сіваттгерою. Датування різняться — від I століття до н. е. до  I століття н. е. 
Хоча Буддхагхоша у своєму описі першого буддійського собору повідомляє про 16 розділів, в сучасному вигляді Парівара містить 19 розділів. У перших двох розділах досліджуються правила з Сутта-вібханги, з посиланнями на цитовані місця. Більшість інших розділів присвячено питанням і твердженням про типи і кількості різних покарань, що розбираються в Віная-пітакі. Розділ XIII-ий по суті є коментарем на фрази, наведені в її початку. XIV-ий розділ також коментує початкові фрази і містить вказівки по виготовленню чернечого одягу. Розділ XV-ий складається з певного числа питань, заданих Упалі Будді про Вінаю, і відповідей на них.